# Kardinaldekan

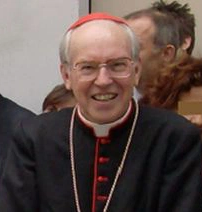
Giovanni Battista Re, seit Januar 2020 Kardinaldekan

Kardinaldekan (eigentlich Dekan des Heiligen Kollegiums, lateinisch Decanus Sacri Collegii) ist die Bezeichnung für den Vorsitzenden des Kardinalskollegiums in der katholischen Kirche. Das Amt geht auf das 12. Jahrhundert zurück.

## Stellung im Kardinalskollegium
Der Kardinaldekan ist ranghöchster Kardinalbischof und damit ranghöchster Kardinal, hat aber weder Leitungs- noch Jurisdiktionsbefugnis über die anderen Kardinäle, sondern gilt als primus inter pares. Er erhält neben dem Titel seines suburbikarischen Bistums zusätzlich immer den Titel Kardinalbischof von Ostia.

## Wahl
Der Kardinaldekan wurde seit der 1965 von Paul VI. im Motu proprio Sacrum cardinalium consilio erlassenen Festlegung gem. 352, § 2  CIC von den sechs Kardinalbischöfen, die Inhaber eines suburbikarischen Bistums (Albano, Frascati, Palestrina, Porto-Santa Rufina, Sabina-Poggio Mirteto, Velletri-Segni) sind, und den mit dem Kardinalstitel ausgestatteten Patriarchen katholischer Ostkirchen gewählt. Mit einem Motu proprio vom 29. November 2019 legte Papst Franziskus infolge der Erweiterung der Anzahl der Kardinalbischöfe fest, dass zukünftig alle Kardinalbischöfe wahlberechtigt sind und die Amtszeit des Kardinaldekans auf fünf Jahre bei möglicher Wiederwahl begrenzt ist. Die Regelung trat mit dem Rücktritt Angelo Sodanos als Kardinaldekan am 21. Dezember 2019 in Kraft.
Die Wahl findet, sobald die Stelle des Kardinaldekans vakant ist (z. B. durch Ablauf der Amtszeit, Rücktritt, Tod oder Wahl zum Papst), in einer Versammlung der Kardinalbischöfe unter Vorsitz des Subdekans statt, in der diese dann einen Kandidaten aus ihrer Gruppe bestimmen. Dem Papst steht die Bestätigung des Gewählten zu.

## Aufgaben
Der Kardinaldekan ist der Repräsentant des Kardinalskollegiums und hat in Rom Residenzpflicht.
Während der Sedisvakanz kommen ihm darüber hinaus bedeutende Funktionen zu. Die Aufgabe des Kardinaldekans ist es dann, nach dem Tod des Papstes die Kardinäle aus aller Welt zu informieren und nach Rom zum Konklave zusammenzurufen. Weiterhin teilt er den Tod des Papstes auch dem beim Heiligen Stuhl akkreditierten Diplomatischen Corps und den Staatsoberhäuptern der betreffenden Nationen mit. Bis zum Beginn des Konklaves leitet er die täglichen Generalkongregationen. Gewöhnlich steht er auch der Beerdigungsfeier des verstorbenen Papstes vor. Darüber hinaus leitet der Kardinaldekan die Papstwahl und stellt dem Kandidaten, der die erforderliche Stimmenanzahl auf sich vereinigen konnte, die Frage: “Acceptasne electionem de te canonice factam in Summum Pontificem?” (deutsch: „Nimmst du deine kanonische Wahl zum Papst an?“). Darf der Kardinaldekan nicht am Konklave teilnehmen, weil er das 80. Lebensjahr bereits überschritten hat, oder ist er selbst der Erwählte (siehe Konklave 2005), wird diese Aufgabe vom Kardinalsubdekan übernommen. Nimmt auch dieser nicht am Konklave teil, übernimmt der im Rang nachfolgende Kardinal (siehe Konklave 2013).
Dem Kardinaldekan obliegt es nach der Wahl eines neuen Papstes weiterhin, diesen nach dem Namen, den er sich geben möchte, zu fragen und, sofern er noch nicht die Bischofsweihe empfangen hat, noch im Konklave zum Bischof zu weihen. Für diese Aufgabe erhält er zu Beginn seiner Amtszeit auch ein Pallium.
Auch die Beerdigungsfeier anlässlich des Todes eines Kardinals, sofern er in Rom verstorben ist, wird meist vom Kardinaldekan oder dem Kardinalsubdekan geleitet.
Seit der Bestätigung der Wahl durch Papst Franziskus im Januar 2020 ist Giovanni Battista Re Kardinaldekan und Leonardo Sandri Subdekan des Kardinalskollegiums. Am 7. Januar 2025 verlängerte Papst Franziskus die erteilte Bestätigung für Kardinal Re und am 14. Januar 2025 für Kardinal Sandri.